# Busted Hearts
Busted Hearts er en amerikansk stumfilm fra 1916 af Bobby Burns og Walter Stull.

## Medvirkende
- Bobby Burns som Pokes.
- Walter Stull som Jabbs.
- Oliver Hardy som Peggy Plump.
- Frank Hanson som Runt.
- Ethel Marie Burton.